# Românași
Românași (en hongrois Alsóegregy) est une commune roumaine du județ de Sălaj, dans la région historique de Transylvanie et dans la région de développement du Nord-ouest.

## Géographie
La commune de Românași est située dans le centre du județ, sur le cours supérieur de la rivière Agrij, dans les Monts Meseș, à 20 km au sud-est de Zalău, le chef-lieu du județ.
La municipalité est composée des six villages suivants (population en 2002) :
- Chichișa (253) ;
- Ciumărna (507) ;
- Păușa (551) ;
- Poarta Sălajului (433) ;
- Românași (951), siège de la commune ;
- Romita (298).

## Histoire
La première mention écrite de la commune date de 1440 sous le nom de Egregh mais l'implantation humaine est beaucoup plus ancienne puisque la commune abrite les ruines romaines des Castrum Certinae à Romita et Castrum Largina à Românași.
La commune, qui appartenait au royaume de Hongrie, faisait partie de la principauté de Transylvanie et elle en a donc suivi l'histoire.
Après le compromis de 1867 entre Autrichiens et Hongrois de l'empire d'Autriche, la principauté de Transylvanie disparaît et, en 1876, le royaume de Hongrie est partagé en comitats. Românași intègre le comitat de Szilágy (Szilágymegye).
À la fin de la Première Guerre mondiale, l'Empire austro-hongrois disparaît et la commune rejoint la Grande Roumanie.
En 1940, à la suite du deuxième arbitrage de Vienne, elle est annexée par la Hongrie jusqu'en 1944, période durant laquelle son importante communauté juive est exterminée par les Nazis. Elle réintègre la Roumanie après la Seconde Guerre mondiale.

## Politique
| Parti | Parti                                      | Sièges |
| ----- | ------------------------------------------ | ------ |
|       | Parti national libéral (PNL)               | 8      |
|       | Parti social-démocrate (PSD)               | 4      |
|       | Alliance des libéraux et démocrates (ALDE) | 1      |

## Religions
En 2002, la composition religieuse de la commune était la suivante :
- Chrétiens orthodoxes, 85,83 % ;
- Pentecôtistes, 9,28 % ;
- Baptistes, 2,57 %.

## Démographie
En 1910, à l'époque austro-hongroise, la commune comptait 3 108 Roumains (91,84 %), 238 Hongrois (7,03 %) et 14 Allemands (0,41 %).
En 1930, on dénombrait 3 417 Roumains (93,18 %), 46 Hongrois (1,25 %), 153 Juifs (4,17 %) et 44 Tsiganes (1,20 %).
En 1956, après la Seconde Guerre mondiale, 4 309 Roumains (99,77 %) côtoyaient 8 Hongrois (0,19 %).
En 2002, la commune comptait 2 649 Roumains (88,50 %), 5 Hongrois (0,16 %) et 335 Tsiganes (11,19 %).
| 1850  | 1880  | 1900  | 1910  | 1920  | 1930  | 1941  | 1956  | 1966  |
| ----- | ----- | ----- | ----- | ----- | ----- | ----- | ----- | ----- |
| 2 461 | 2 429 | 2 830 | 3 384 | 3 307 | 3 667 | 3 960 | 4 319 | 3 994 |

| 1977  | 1992  | 2002  | 2007  | - | - | - | - | - |
| ----- | ----- | ----- | ----- | - | - | - | - | - |
| 4 003 | 3 101 | 2 993 | 2 958 | - | - | - | - | - |

## Économie
L'économie de la commune repose sur l'agriculture et l'élevage.

## Communications

### Routes
Românași est située sur la route nationale DN1F (Route européenne 81) Zalău-Cluj-Napoca. La route régionale mène vers Agrij au sud-ouest et Jibou au nord.

## Lieux et monuments
- Chichișa, église orthodoxe en bois des Sts Archanges du XVIIe siècle[5].

- Ciumărna, église orthodoxe en bois des Saints Archanges datant de 1771[5].

- Păușa, église orthodoxe en bois St Nicolas datant de 1730[5].

- Poarta Sălajului, église orthodoxe en bois des Saints Archanges datant de 1670[5].

- Romita, église orthodoxe en bois St Nicolas datant de 1700[5].

## Galerie

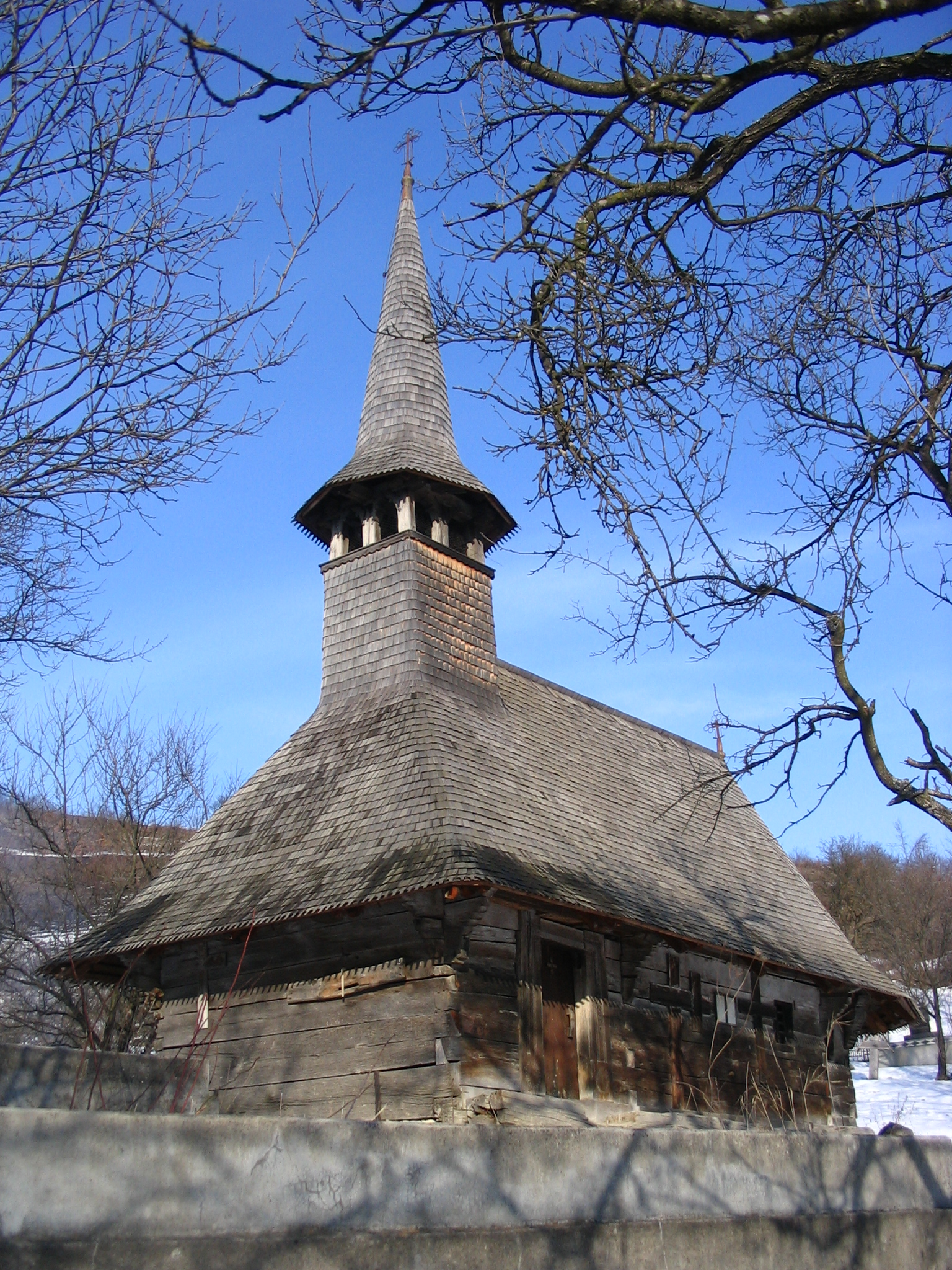
L'église de Ciumărna
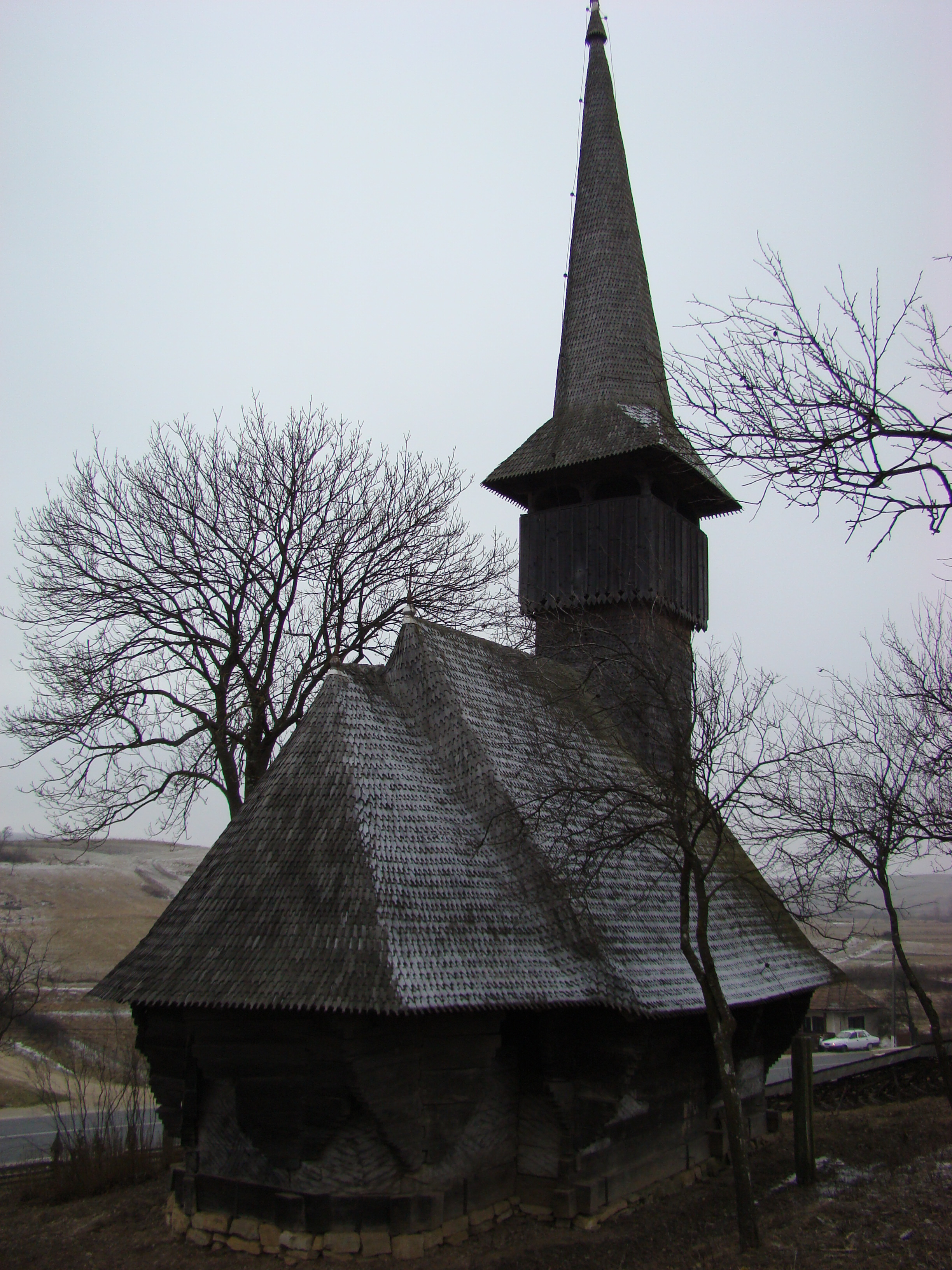
L'église de Poarta Sălajului
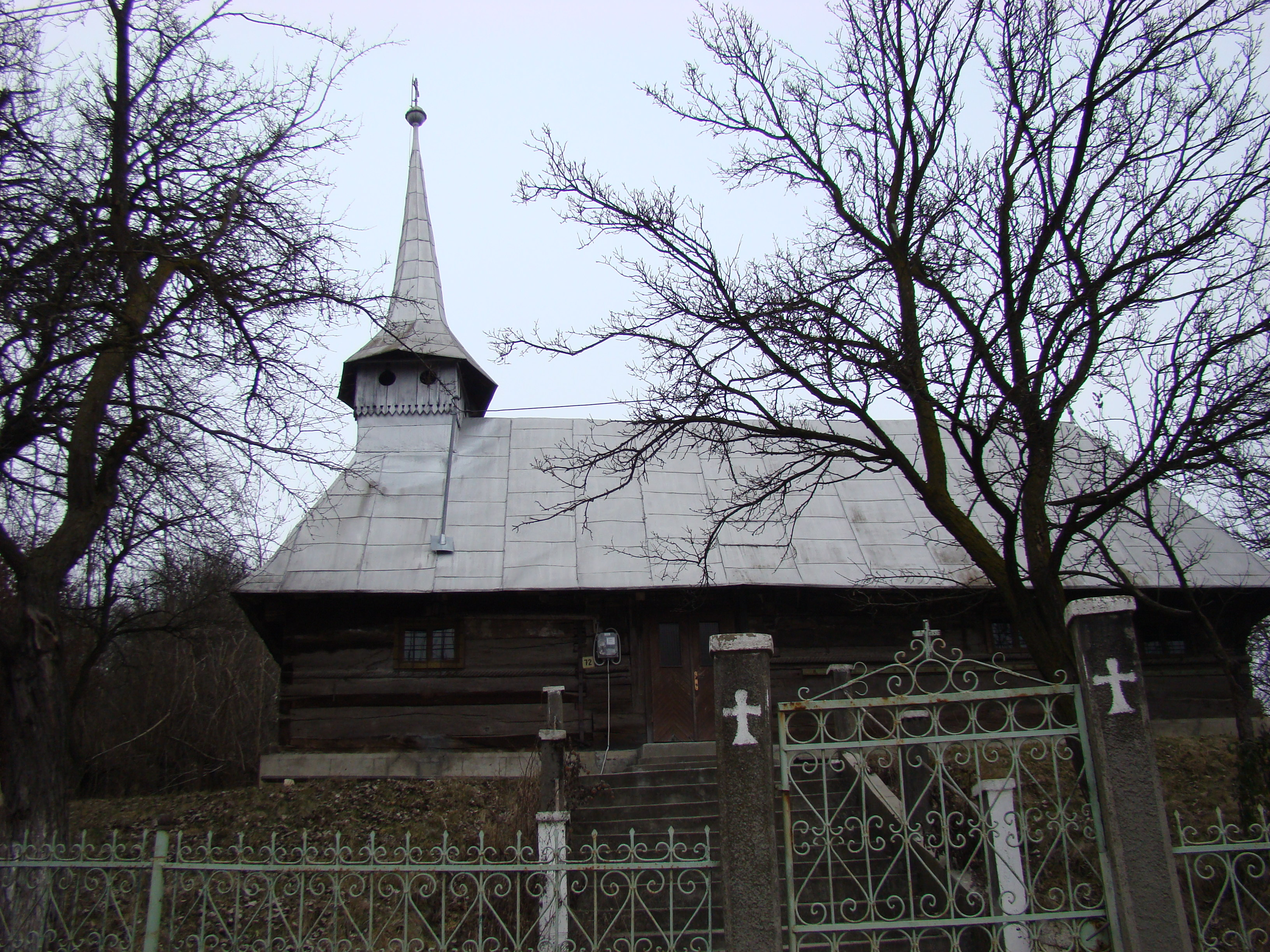
L'église de Chichișa
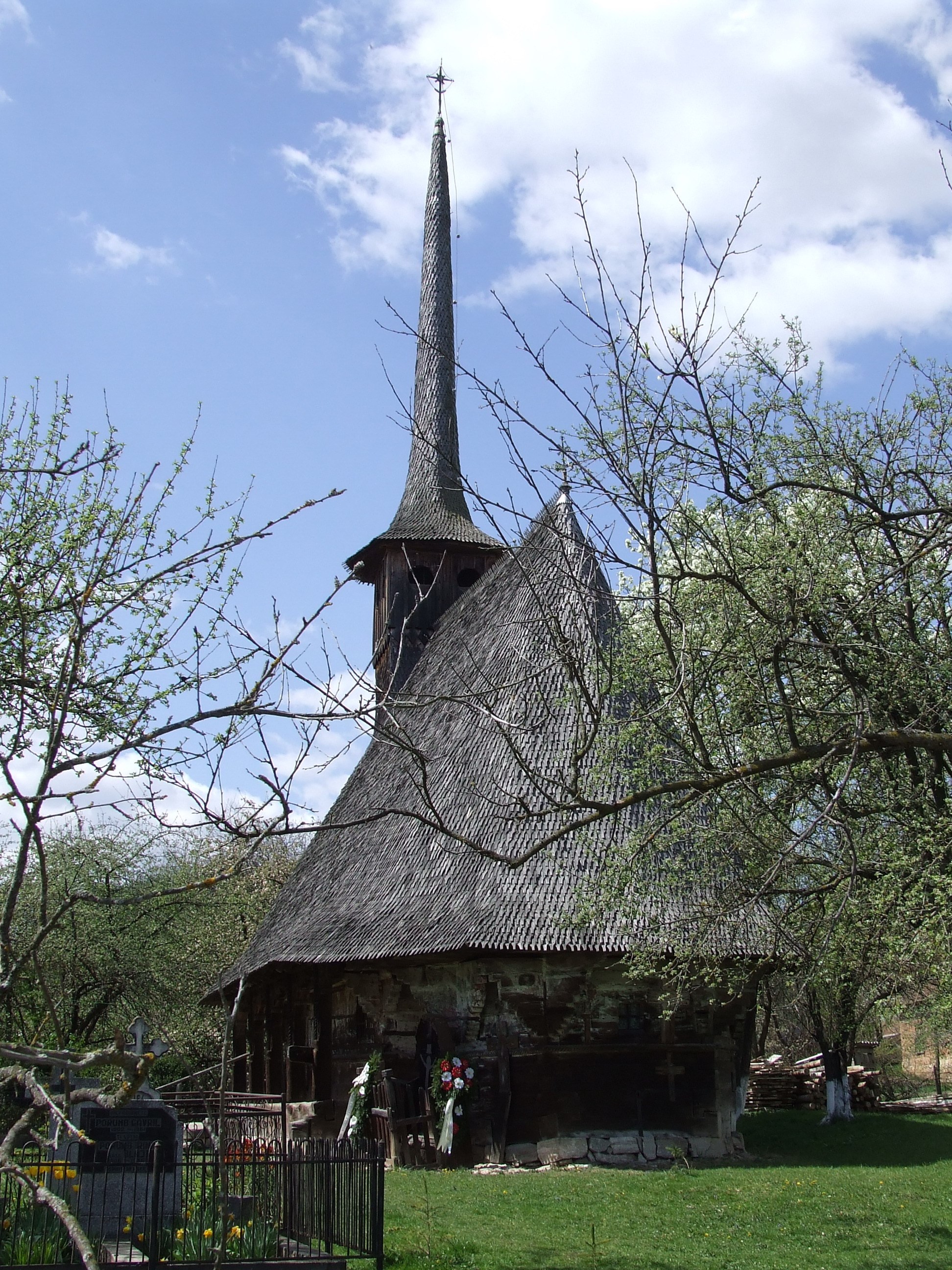
L'église de Păușa
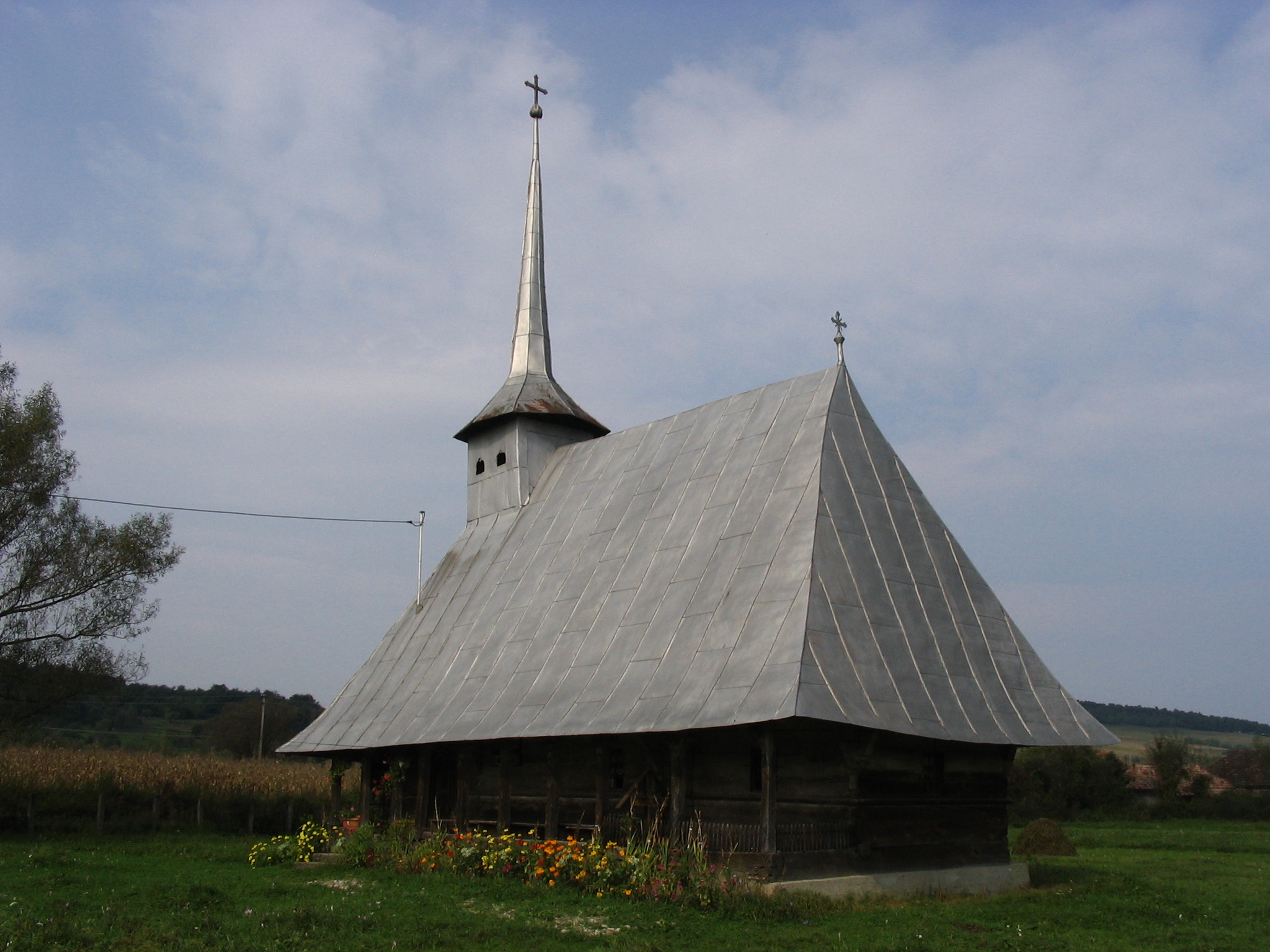
l'église de Romita